# Hemerocallis x hybrida
Hemerocallis x hybrida er en Daglilje-krydsning med gule, orange, røde eller brune blomster. Planten har en tueformet vækst og blomsterstænglerne hæver sig højt op over bladtuen. 

## Beskrivelse
Stængler og blade er glatte og grønne. Bladene er rosetstillede, overhængende og linjeformede med hel rand. Oversiden er glat med en dyb fure langs midterribben. Undersiden er glat med en tydeligt fremhævet midterribbe. Begge bladsider er lysegrønne. Blomsterne er gule, orange, røde eller brune. De sidder i en svikkel, hvor de enkelte blomster springer ud skiftevis, fra dag til dag. Frøene dannes hvert år, men modner åbenbart ikke ordentligt.
Rodstokken er kort og lodret. Herfra udgår blade, blomsterstilke og trævlerødder.
Højde x bredde og årlig tilvækst: 0,75 x 1 m (75 x 5 cm/år). Målene kan bruges til beregning af planteafstande i fx haver.

## Hjemsted
Da planten er en krydsning, har den intet hjemsted. Men alle de arter, der er indgået i krydsningsarbejdet stammer fra engstrækninger med monsunregn i Japan, Korea, Østsibirien og Kina.